# DAI Personal Computer
O DAI Personal Computer foi um raro e prematuro computador doméstico produzido pela empresa belga Data Applications International a partir de 1980. Desenvolvido inicialmente para a DAI pela Texas Instruments britânica (visto que a matriz da TI a princípio não desejava produzir uma versão PAL do microcomputador TI-99/4A, situação mais tarde resolvida quando os executivos estadunidenses viram o DAI), era um micro bastante poderoso para sua época, com características que outros sistemas só viriam a adquirir posteriormente (tais como alta resolução colorida, coprocessador matemático e um interpretador BASIC pré-compilado). Mas, devido ao preço elevado e problemas de todo tipo, tornou-se um verdadeiro fracasso comercial.
Por exemplo, a rede de TV educativa holandesa Teleac queria usar o DAI para ensinar informática (da mesma forma que a BBC escolheu o sistema da Acorn Computers que mais tarde se tornou o BBC Micro), mas, no último minuto optaram pelo Exidy Sorcerer, porque o DAI ainda não estava totalmente finalizado.

## Características
- Memória:
  - ROM: 24 KiB
  - RAM: 48 KiB
- Teclado: mecânico, com 56 teclas
- Display: televisor PAL, SECAM ou NTSC, exibindo de 4 a 16 cores
  - 24 X 60 texto
  - 65 x 88 pixels ("gráfico de baixa resolução")
  - 130 X 176 pixels (média resolução)
  - 260 X 352 pixels (alta resolução)
- Som:
  - 3 vozes estéreo + gerador de ruído
- Expansão:
  - 1 slot DCE-Bus (na traseira)
- Portas:
  - 2 paddles
  - 2 portas RS-232
  - Interface de cassete
- Armazenamento:
  - Gravador de cassete (a 600 bauds)
  - Drives de 8": até duas unidades